# دلفين راي
دلفين راي (الاسم العلمي:†Stenella rayi) هو نوع منقرض من الحيتانيات يتبع جنس الدلفين المنقط من فصيلة الدلافين المحيطية.